# Universidade de Toulouse
Universidade de Toulouse (em francês: Université de Toulouse)  é uma universidade francesa situada em Toulouse, França.
Fundada em 1229, é uma das mais antigas universidades do mundo.